# Castelplanio
Castelplanio település Olaszországban, Marche régióban, Ancona megyében. Lakosainak száma 3531 fő (2023. január 1.). Castelplanio Belvedere Ostrense, Maiolati Spontini, Poggio San Marcello és Rosora községekkel határos.

## Népesség
A település lakossága az elmúlt években az alábbi módon változott:
| Lakosok száma | 3539 | 3524 | 3531 |
|               | 2017 | 2018 | 2023 |